# Mikhaïl Tchipourine

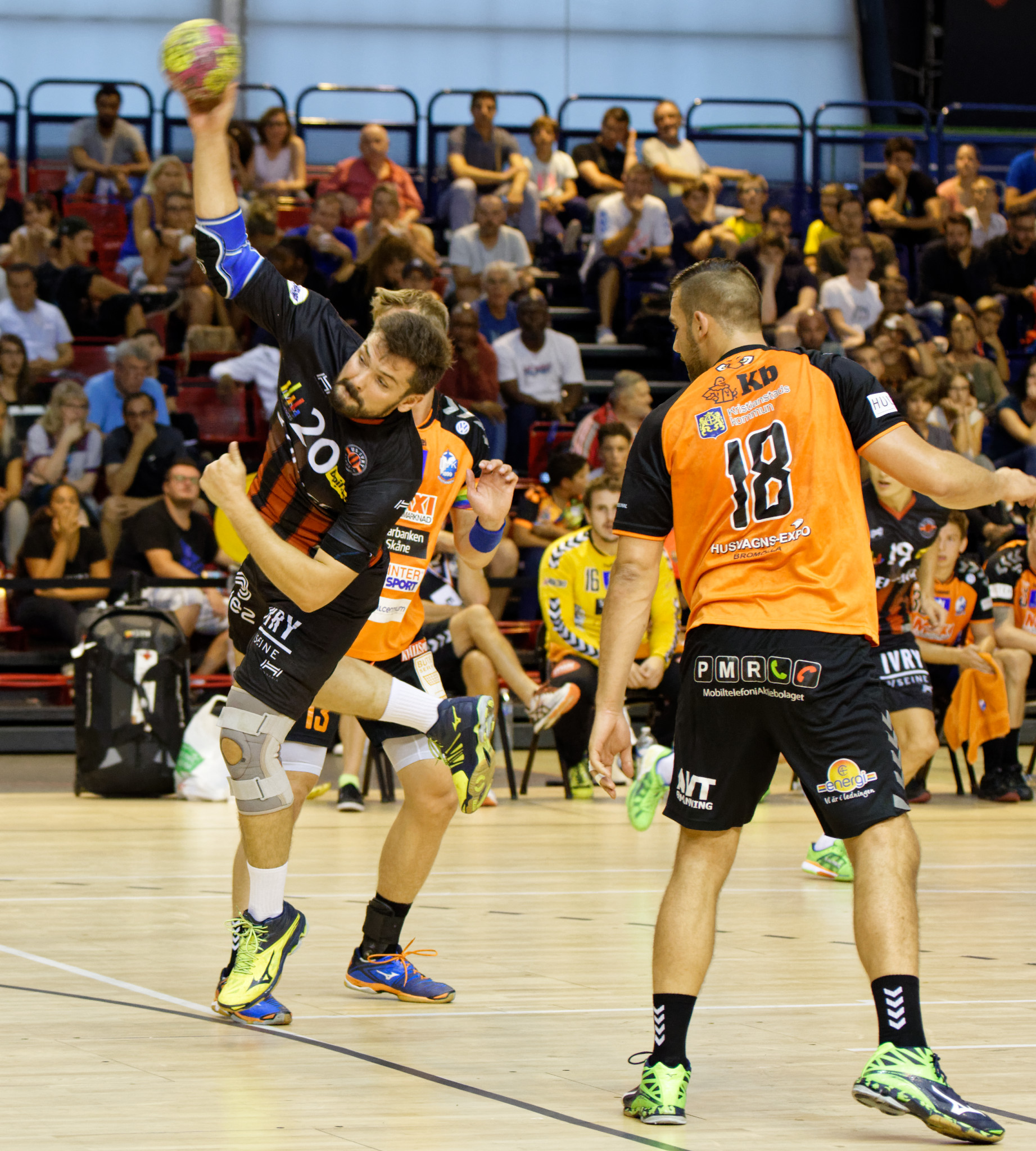
Mikhaïl Tchipourine lors du challenge Marrane avec l'US Ivry, le 4 septembre 2016.

Mikhaïl Alexeïevitch Tchipourine (en russe : Михаил Алексеевич Чипурин;), né le 17 novembre 1980 à Moscou, est un joueur de handball russe.
En 2015, il signe un contrat de deux ans pour l'US Ivry, club où l'ont précédé deux autres russes, Vassili Koudinov et le gardien Andreï Lavrov.

## Palmarès

### En équipe nationale
Jeux olympiques
- Médaille de bronze aux Jeux olympiques de 2004 à Athènes,  Grèce

Championnats du monde
- 7e place au Championnat du monde 2013 en  Espagne
- 19e place au Championnat du monde 2015 au  Qatar

Championnats d'Europe
- 12e place au Championnat d'Europe 2010 en  Autriche
- 15e place au Championnat d'Europe 2012 en  Serbie

### En clubs
Compétitions internationales
- Coupe d'Europe des vainqueurs de coupe (1) : 2006
- Ligue SEHA (1) : 2014
- demi-finaliste de la Ligue des champions en 2010

Compétitions nationales
- Champion de Russie (10) : 2004, 2005, 2006, 2007, 2008, 2009, 2010, 2011, 2012, 2013
- Coupe de Russie (?) : ..., 2006, 2009, 2010, 2011, 2012, 2013
- Championnat de Macédoine (1) : 2015
- Coupe de Macédoine (2) : 2014, 2015